# Pierre Christin
Pierre Christin (Saint-Mandé, 27 juli 1938 – Parijs, 3 oktober 2024) was een Frans stripauteur, vooral bekend van zijn reeks Ravian.

## Biografie

### Eerste jaren
Pierre Christin werd geboren in Saint-Mandé, een buitenwijk van Parijs. In dezelfde wijk groeit ook Jean-Claude Mézières op, de man waarmee Christin in de toekomst gaat samenwerken. Pas als Christin naar de middelbare school gaat, komt hij Mézières weer tegen. Laatstgenoemde bezoekt dan de kunstacademie naast het schoolgebouw van Christin. De twee worden vrienden en delen een interesse in films, jazzmuziek en de Verenigde Staten. Christin gaat studeren aan de Sorbonne en na zijn afstuderen, begint hij een studie politieke wetenschappen aan de Institut d'études politiques de Paris (SciencesPo). Zijn voorliefde voor de VS zorgt ervoor dat hij een baan accepteert als professor Franse literatuur aan de Universiteit van Utah in Salt Lake City. In 1965 krijgt hij daar onverwacht bezoek van zijn oude schoolvriend Jean-Claude Mézières, die door de VS zwerft en aan het eind van zijn financiële mogelijkheden is. Christin neemt Mézières in huis en samen werken ze aan een stripverhaal, ‘’Le Rhum du Punch’’ waar Christin het scenario voor schrijft. Mézières stuurt het op naar zijn vriend Jean Giraud die op dat moment Blueberry voor het tijdschrift Pilote tekent. Redacteur René Goscinny plaats het verhaal in het tijdschrift en doet hetzelfde met ‘’Comment réussir en affaires en se donnant un mal fou’’, waarvoor Christin het scenario schrijft. Niet lang daarna keert Christin terug naar Frankrijk.

### De geboorte van Ravian
In Frankrijk krijgt Christin een aanstelling bij de universiteit van Bordeaux. Hij probeerde in die tijd ook een aparte opleiding voor journalistiek op te zetten. Zijn oude vriend Mézières is inmiddels ook terug in Frankrijk en beide mannen werken snel aan nieuwe projecten, zoals een kinderboek waarvoor Christin de tekst schrijft en Mézières de illustraties maakt. Ze besluiten ook een stripverhaal te maken. Aanvankelijk willen ze een westernstrip maken, maar redacteur Goscinny van Pilote vindt dit geen goed idee. Er zijn al veel cowboystrips, zoals Blueberry van Giraud. Hij stelt voor een sciencefictionstrip te maken. Samen met Mézières bedenkt Christin Ravian (Valérian in het Frans), een tijdruimte-agent uit de 28e eeuw gestationeerd in Galaxity. Ravians taak is het opsporen van lieden die bezig zijn de tijdcontinuïteit te verstoren. In de 28e is het namelijk mogelijk door tijd en ruimte te reizen, en mensen met kwade bedoelingen kunnen zorgen voor grote problemen als de tijd veranderd wordt. Het eerste avontuur van Ravian, ‘’Les Mauvais Rêves’’, verschijnt in Pilote op 9 november 1967. Christin laat Ravian naar de middeleeuwen reizen waar hij de geleerde Xombul moet arresteren die bezig is om de tijd te veranderen. Aangezien Christin van Ravian een antiheld maakte met al zijn fouten en feilen, komt de agent al snel in de problemen en wordt gered door de mooie Laureline. Hij neemt het meisje mee naar de 28e eeuw. Zowel Xombul als Laureline keren terug in komende delen van de reeks.

### Ander werk
Voor Ravian schreef Christin diverse delen en scenario’s werden al snel realistischer en donkerder van toon. Samen met Mézières bleef Christin aan de strip werken tot het voorlopige einde van de reeks in 2010. Behalve met Mézières werkte Christin ook samen met uiteenlopende tekenaars als Jean Giraud, Jijé, Mazel, Jean Torton, Florenci Clavé, Raymond Poïvet en Alexis voor bladen als Pilote en Tout Journal. Hij bleef les geven aan de Universiteit van Bordeaux, maar vond de tijd om in de jaren zeventig scenario’s te schrijven zoals voor: Claude Auclair ('Jason Muller'), Jean Vern ('En Douce le Bonheur', 'La Maison du Temps qui Passe'), Jacques Tardi ('Rumeurs sur le Rouergue'). In de jaren tachtig werkte hij samen met Annie Goetzinger, François Boucq ('Les Leçons du Professeur Bourremou'), Patrick Lesueur, Jacques-Henri Tournadre en Bernard Puchulu. Eenmalig werkte hij samen met Jacques Tardi. Hij schreef voor hem het scenario van Gerommel in Rouergue. Bekend werd ook zijn samenwerking met Enki Bilal voor wie hij de beroemde politiek geëngageerde reeks Er was eens een voorbijganger schreef, welke eigenlijk begon bij het verhaal met Tardi. Hoogtepunten van de samenwerking met Bilal zijn De Falangisten van de Zwarte Orde en De Jacht. Naast zijn werk voor stripverhalen en Graphic novels werkte hij aan filmscenario’s en SF-romans.
Christin overleed op 3 oktober 2024 op 86-jarige leeftijd.

## Prijzen
- 1976: Grand Prix de la ville d'Angoulême
- 1986: Grand Prix de la ville d'Angoulême
- 1995: Prix Haxtur
- 1997: Tournesol Award
- 1996: Max & Moritz Prijs